# Carolina Kostner
Carolina Kostner (* 8. Februar 1987 in Bozen, Südtirol) ist eine italienische Eiskunstläuferin, die im Einzellauf startet. Sie ist die Weltmeisterin von 2012 und die Europameisterin von 2007, 2008, 2010, 2012 und 2013.

## Privates
Carolina Kostner kommt aus St. Ulrich in Gröden (Südtirol) und ist die Nichte 2. Grades der ehemaligen Skiläuferin Isolde Kostner. Von 2008 bis 2014 war Kostner mit dem ehemaligen Südtiroler Leichtathleten Alex Schwazer liiert.
Ihr Vater Erwin ist ehemaliger Eishockeyprofi. Ihr jüngerer Bruder Simon (* 1990) spielt in der italienischen Eishockeynationalmannschaft.

## Karriere
Im Jahr 2003 belegte sie bei ihrem ersten Antreten bei einer Europameisterschaft mit einem starken Kürprogramm, in dem sie unter anderem zwei Dreifach/Dreifach-Kombinationen zeigte, den vierten Platz. Am 19. März 2005 gewann sie bei der Eiskunstlauf-WM in Moskau die Bronzemedaille.
Bei der Eröffnungsfeier zu den Olympischen Winterspielen 2006 in Turin war Carolina Kostner die Fahnenträgerin für das Gastgeberland Italien. Aufgrund eines Sturzes im Kurzprogramm erreichte sie bei diesen Spielen nur den neunten Platz. Am 27. Januar 2007 wurde sie bei der Eiskunstlauf-EM in Warschau Europameisterin. Diesen Titel verteidigte sie bei der Eiskunstlauf-EM 2008 in Zagreb erfolgreich.
Bei den Weltmeisterschaften 2008 im schwedischen Göteborg führte Kostner nach dem Kurzprogramm, musste sich aber nach ihrer Kürleistung der Japanerin Mao Asada geschlagen geben und gewann Silber. Sie trainierte bis März 2009 in Oberstdorf (Deutschland) bei Michael Huth und wechselte für die olympische Saison 2009/2010 in die USA zu Frank Carroll und Christa Fassi. Bei der Europameisterschaft 2010 in Tallinn gelang ihr erneut der Gewinn der Goldmedaille. Bei den Olympischen Winterspielen 2010 in Vancouver enttäuschte sie jedoch durch eine Sturzkür, mit der sie nach dem siebten Rang im Kurzprogramm auf den 16. Platz im Endklassement zurückfiel.
Nach der Saison 2009/10 ging sie zurück nach Oberstdorf zu ihrem langjährigen Trainer Michael Huth. Mit ihm kam sie auf die Erfolgsspur zurück. Mit einem Sieg bei der NHK Trophy in Japan und einem dritten Platz beim Skate America in Portland qualifizierte sie sich trotz Knieproblemen für das Grand Prix Finale in Peking.
Bei den Weltmeisterschaften 2011, die aufgrund eines schweren Erdbebens in Japan von Nagano nach Moskau verlegt wurden, konnte sie sich durch ihre bis dahin beste Kürleistung von Platz sechs auf den Bronzerang verbessern.

### 2011/12
Die Saison 2011/12 war Kostners bislang erfolgreichste. Sie konnte nach zwei dritten Plätzen und einem zweiten Platz erstmals das ISU-Grand-Prix-Finale gewinnen. Mit einem Sieg beim Cup of China und einem zweiten Platz bei der Trophée Eric Bompard hatte sie sich als drittbeste Läuferin qualifiziert. Kostner nahm zum zweiten Mal seit 2003 nicht an den italienischen Meisterschaften teil, konnte aber zum vierten Mal Europameisterin werden.
Bei den Weltmeisterschaften 2012 konnte Kostner bei ihrer zehnten Teilnahme zum ersten Mal gewinnen. Kostner war nach dem Kurzprogramm Dritte, konnte sich aber mit einer fehlerlosen Kür durchsetzen. Dadurch konnte Kostner ihre persönliche Bestmarke in der Kür und insgesamt verbessern.

### 2014

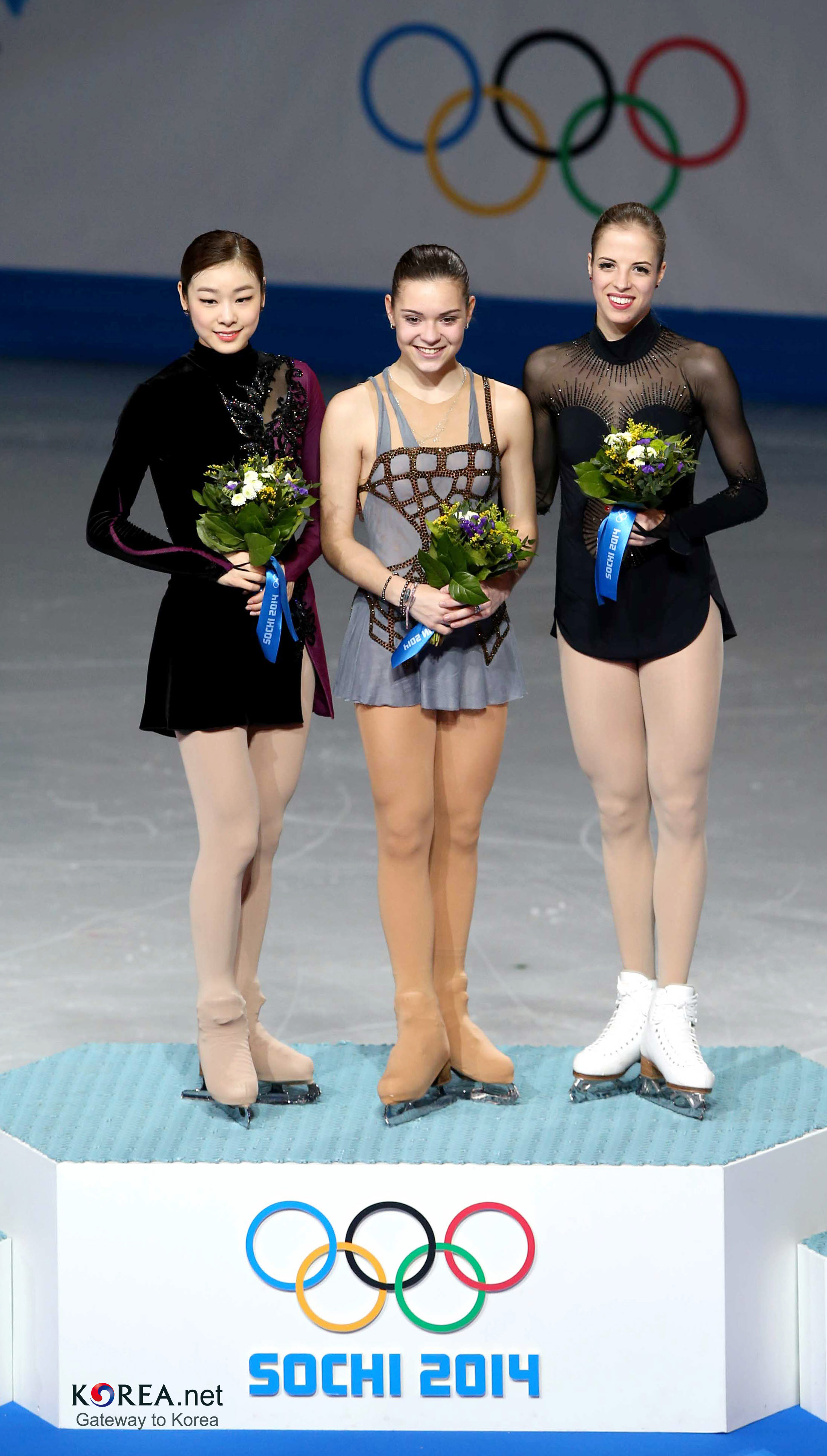
Bronze bei den Olympischen Spielen 2014

Bei den Europameisterschaften in Budapest konnte sie ihren letztjährigen Titel nicht verteidigen und wurde hinter den beiden jungen Russinnen Julija Lipnizkaja und Adelina Sotnikowa Dritte. Bei den Olympischen Spielen 2014 startete Kostner sowohl im Einzel der Damen, als auch mit dem Team. Im Einzel erkämpfte sie sich zum ersten Mal das erhoffte Edelmetall bei ihrer dritten Olympiateilnahme.
Sie wurde gute Dritte und musste sich der Olympiasiegerin Adelina Sotnikowa und der Zweitplatzierten Kim Yuna geschlagen geben. Sie konnte sogar mit ihrer Leistung eine neue persönliche Bestleistung aufstellen. Im Teamwettbewerb gelang ein 4. Platz hinter Russland, Kanada und den USA. Bei den Weltmeisterschaften erreichte sie wieder den dritten Platz. Es handelte sich um ihre sechste Medaille bei Weltmeisterschaften, die vierte in Folge. Damit belegte sie im selben Jahr bei den Europameisterschaften, Olympischen Spielen und Weltmeisterschaften jeweils den dritten Platz.

### Sperre 2015
Am 16. Januar 2015 wurde Kostner vom Anti-Doping-Gericht des Comitato Olimpico Nazionale Italiano (CONI) für einen Zeitraum von 16 Monaten bis zum 16. Mai 2016 gesperrt. Hintergrund der Entscheidung war, dass sie laut Ansicht des Gerichts die Dopingermittlungen gegen ihren ehemaligen Freund Alex Schwazer behindert und von dessen Doping gewusst habe. Die Entscheidung stieß in Eislaufkreisen auf Befremden, die pirouette sprach von Sippenhaft. Kostner legte beim Internationalen Sportgerichtshof Beschwerde ein, ebenso wie das CONI, das eine Verlängerung der Sperre auf zwei Jahre forderte.
Der Sportgerichtshof verlängerte die Sperre auf 21 Monate, datierte aber den Beginn der Sperre zurück auf den 1. April 2014, sodass Kostner seit Anfang 2016 wieder startberechtigt ist. Drei Schaulaufen Kostners im August 2015 wurden nicht als Verstoß gegen die Sperre eingestuft.
Kostners erster Wettbewerb nach Ablauf der Sperre war das „Medal Winners Open“ im Januar 2016 in Osaka, wo sie Zweite wurde.

## Ergebnisse
| Meisterschaft / Jahr           | 2001  | 2002  | 2003  | 2004  | 2005  | 2006  | 2007  | 2008  | 2009  | 2010  | 2011  | 2012  | 2013  | 2014  | 2017  | 2018  |
| ------------------------------ | ----- | ----- | ----- | ----- | ----- | ----- | ----- | ----- | ----- | ----- | ----- | ----- | ----- | ----- | ----- | ----- |
| Olympische Winterspiele        |       |       |       |       |       | 9.    |       |       |       | 16.   |       |       |       | 3.    |       | 5.    |
| Weltmeisterschaften            |       |       | 10.   | 5.    | 3.    | 12.   | 6.    | 2.    | 12.   | 6.    | 3.    | 1.    | 2.    | 3.    | 6.    | 4.    |
| Europameisterschaften          |       |       | 4.    | 5.    | 7.    | 3.    | 1.    | 1.    | 2.    | 1.    | 2.    | 1.    | 1.    | 3.    | 3.    | 3.    |
| Juniorenweltmeisterschaften    | 11.   | 10.   | 3.    |       |       |       |       |       |       |       |       |       |       |       |       |       |
| Italienische Meisterschaften   | 1. J  |       | 1.    | 2.    | 1.    | 1.    | 1.    |       | 1.    | 2.    | 1.    |       | 1.    |       | 1.    | 1.    |
| Grand-Prix-Wettbewerb / Saison | 00/01 | 01/02 | 02/03 | 03/04 | 04/05 | 05/06 | 06/07 | 07/08 | 08/09 | 09/10 | 10/11 | 11/12 | 12/13 | 13/14 | 16/17 | 17/18 |
| Grand-Prix-Finale              |       |       |       |       |       |       |       | 3.    | 3.    |       | 2.    | 1.    |       |       |       | 4.    |
| Skate America                  |       |       |       | 9.    |       |       |       |       |       |       | 3.    | 2.    |       |       |       |       |
| Skate Canada                   |       |       |       |       | 5.    | 7.    |       |       | 4.    |       |       |       |       |       |       |       |
| Trophée Eric Bompard           |       |       |       |       | 2.    |       |       |       |       | 6.    |       | 2.    |       |       |       |       |
| Cup of Russia                  |       |       |       | 2.    | 7.    |       |       |       | 1.    |       |       |       |       |       | 2.    | 2.    |
| NHK Trophy                     |       |       |       |       |       | 6.    |       | 1.    |       |       | 1.    |       |       |       | 2.    | 2.    |
| Cup of China                   |       |       |       |       |       |       |       | 3.    |       | 6.    |       | 1.    |       | 3.    |       |       |

- J = Junioren